# BEATRIP
『BEATRIP』（ビートリップ）は、Λuciferの2枚目のアルバム。

## 概要
前作から約1年3ヶ月ぶりとなるアルバム。
シングル4曲を収録。

## 収録曲
特記以外作詞:森雪之丞
編曲:佐久間正英（4-6,8,9）TAKUYA（1-3,7,10）
1. 地雷也
  - 作曲:TAKUYA
2. フルエルマグマ
  - 作曲:TAKUYA
3. LOVE＆PAIN
  - 作曲:SANTA
4. TOKYO幻想
  - 作曲:TAKUYA
  - 3枚目のシングル
5. LUCY
  - 作曲:ATSURO
  - 「TOKYO幻想」のカップリング曲。
6. CARNATION CRIME
  - 作曲:TAKUYA
  - 4枚目のシングル
7. エゴビジョン
  - 作詞:MAKOTO 作曲:TAKUYA
8. JUNK CITY
  - 作曲:CHISATO
  - 5枚目のシングル
9. TSUBASA
  - 作曲:TAKUYA
  - 6枚目のシングル
10. SHELTER
  - 作曲:TAKUYA